# Polisportiva Licata 1989-1990
Questa voce raccoglie le informazioni riguardanti la Polisportiva Licata nelle competizioni ufficiali della stagione 1989-1990.

## Stagione

L'allenatore Aldo Cerantola, alla seconda esperienza sulla panchina del Licata.

In questa stagione 1989-1990, la seconda consecutiva in Serie B, il Licata retrocede in Serie C1 chiudendo il campionato al 18º posto. Sulla panchina siciliana c'è il ritorno di Aldo Cerantola. Al termine del girone di andata chiuso con 16 punti, i gialloblù hanno cinque squadre alle spalle, ed erano virtualmente salvi, pur restando nel pieno della lotta per non retrocedere, ma poi nel girone di ritorno raccolgono solo 12 punti, non sufficienti per mantenere la prestigiosa categoria. Miglior marcatore siciliano di stagione Francesco La Rosa con 8 reti. Nella Coppa Italia tornata ad essere ad eliminazione diretta nei primi due turni, il Licata viene eliminato al primo turno dalla Fiorentina, che vìola il "Dino Liotta" (1-3).

## Rosa
| N. |                   | Ruolo | Calciatore               |
| -- | ----------------- | ----- | ------------------------ |
| 1  | Italia (bandiera) | P     | Carmine Amato            |
| 2  | Italia (bandiera) | D     | Silvestro Baldacci       |
|    | Italia (bandiera) | C     | Francesco Boito          |
|    | Italia (bandiera) | A     | Giuseppe Bucceri         |
|    | Italia (bandiera) | C     | Castrense Campanella     |
|    | Italia (bandiera) | D     | Loreno Cassia            |
|    | Italia (bandiera) | D     | Luciano Civero           |
|    | Italia (bandiera) | C     | Giuseppe Cristiano       |
|    | Italia (bandiera) | C     | Mirco Fantini            |
|    | Italia (bandiera) | D     | Diego Ficarra            |
|    | Italia (bandiera) | A     | Francesco Filippone      |
|    | Italia (bandiera) | C     | Domenico Giacomarro      |
|    | Italia (bandiera) | D     | Ignazio Gnoffo           |
|    | Italia (bandiera) | C     | Fabio Hamel              |
|    | Italia (bandiera) | A     | Mario Iacono             |
|    | Italia (bandiera) | A     | Francesco La Rosa        |
|    | Italia (bandiera) | A     | Giuseppe Antonino Laneri |

| N. |                   | Ruolo | Calciatore           |
| -- | ----------------- | ----- | -------------------- |
|    | Italia (bandiera) | A     | Calogero Licata      |
|    | Italia (bandiera) | C     | Pasquale Logarzo     |
|    | Italia (bandiera) | A     | Pasquale Minuti      |
|    | Italia (bandiera) | A     | Paolo Monte          |
|    | Italia (bandiera) | D     | Tommaso Napoli       |
|    | Italia (bandiera) | D     | Biagio Nogara        |
|    | Italia (bandiera) | D     | Angelo Pagliaccetti  |
|    | Italia (bandiera) | C     | Francesco Piraneo    |
|    | Italia (bandiera) | D     | Rosario Priola       |
|    | Italia (bandiera) | P     | Davide Quironi       |
|    | Italia (bandiera) | C     | Antonino Santonocito |
|    | Italia (bandiera) | C     | Giovanni Sorce       |
|    | Italia (bandiera) | D     | Giorgio Taormina     |
|    | Italia (bandiera) | C     | Salvatore Tarantino  |
|    | Italia (bandiera) | C     | Francesco Tudisco    |
| 7  | Italia (bandiera) | D     | Alessandro Zaccolo   |

### Staff tecnico
- Allenatore: Aldo Cerantola

## Risultati

### Campionato

#### Girone di andata
| Arbitro: | Cinciripini (Ascoli Piceno) |

|                                |           |             |
| Russo 32’ T. Napoli 67’ (aut.) | Marcatori | 34’ La Rosa |

| Licata 3 settembre 1989 2ª giornata | Licata          | 0 – 0 | Catanzaro | Stadio Dino Liotta\| Arbitro: \| Monni (Sassari) \| |
| Arbitro:                            | Monni (Sassari) |       |           |                                                     |

| Arbitro: | Guidi (Bologna) |

|                   |           |  |
| Baiano 70’ (rig.) | Marcatori |  |

| Arbitro: | Piana (Modena) |

|           |           |  |
| Sorce 57’ | Marcatori |  |

| Arbitro: | Bruni (Arezzo) |

|           |           |  |
| Nappi 33’ | Marcatori |  |

| Arbitro: | Boggi (Salerno) |

|            |           |  |
| Minuti 72’ | Marcatori |  |

| Reggio nell'Emilia 8 ottobre 1989 7ª giornata | Reggiana                      | 0 – 0 | Licata | Stadio Mirabello\| Arbitro: \| Boemo (Cervignano del Friuli) \| |
| Arbitro:                                      | Boemo (Cervignano del Friuli) |       |        |                                                                 |

| Licata 15 ottobre 1989 8ª giornata | Licata           | 0 – 0 | Pisa | Stadio Dino Liotta\| Arbitro: \| Cornieti (Forlì) \| |
| Arbitro:                           | Cornieti (Forlì) |       |      |                                                      |

| Arbitro: | Rosica (Roma) |

|                     |           |  |
| Serioli 6’ Bivi 36’ | Marcatori |  |

| Arbitro: | Iori (Parma) |

|                                    |           |  |
| T. Napoli 14’ Gnoffo 51’ Sorce 54’ | Marcatori |  |

| Arbitro: | Quartuccio (Torre Annunziata) |

|            |           |                    |
| Protti 43’ | Marcatori | 29’ (rig.) La Rosa |

| Arbitro: | Arcangeli (Terni) |

|                                                  |           |  |
| Campanella 19’ Minuti 52’ Taormina 66’ Sorce 87’ | Marcatori |  |

| Arbitro: | Cardona (Milano) |

|           |           |  |
| Bruno 56’ | Marcatori |  |

| Arbitro: | Di Cola (Avezzano) |

|            |           |              |
| Minuti 57’ | Marcatori | 14’ Policano |

| Arbitro: | Monni (Sassari) |

|                                            |           |                    |
| Pizzi 4’ Catanese 6’ Ganz 30’ A. Melli 80’ | Marcatori | 86’ (rig.) La Rosa |

| Licata 10 dicembre 1989 16ª giornata | Licata            | 0 – 0 | Cosenza | Stadio Dino Liotta\| Arbitro: \| Cafaro (Grosseto) \| |
| Arbitro:                             | Cafaro (Grosseto) |       |         |                                                       |

| Padova 17 dicembre 1989 17ª giornata | Padova         | 0 – 0 | Licata | Stadio Silvio Appiani\| Arbitro: \| Piana (Modena) \| |
| Arbitro:                             | Piana (Modena) |       |        |                                                       |

| Licata 30 dicembre 1989 18ª giornata | Licata            | 0 – 0 | Como | Stadio Dino Liotta\| Arbitro: \| Arcangeli (Terni) \| |
| Arbitro:                             | Arcangeli (Terni) |       |      |                                                       |

| Arbitro: | Bizzarri (Ferrara) |

|                             |           |              |
| Pergolizzi 42’ Paciocco 87’ | Marcatori | 84’ Taormina |

#### Girone di ritorno
| Arbitro: | Rosica (Roma) |

|             |           |  |
| La Rosa 48’ | Marcatori |  |

| Arbitro: | Bruni (Arezzo) |

|             |           |             |
| Lorenzo 36’ | Marcatori | 48’ La Rosa |

| Licata 4 febbraio 1990 22ª giornata | Licata           | 0 – 0 | Avellino | Stadio Dino Liotta\| Arbitro: \| Cardona (Milano) \| |
| Arbitro:                            | Cardona (Milano) |       |          |                                                      |

| Arbitro: | Iori (Parma) |

|                         |           |  |
| Provitali 22’, 38’, 69’ | Marcatori |  |

| Licata 18 febbraio 1990 24ª giornata | Licata             | 0 – 0 | Brescia | Stadio Dino Liotta\| Arbitro: \| Bizzarri (Ferrara) \| |
| Arbitro:                             | Bizzarri (Ferrara) |       |         |                                                        |

| Arbitro: | Lombardi (La Spezia) |

|            |           |  |
| Ermini 18’ | Marcatori |  |

| Arbitro: | Merlino (Torre del Greco) |

|               |           |  |
| Tarantino 66’ | Marcatori |  |

| Arbitro: | Rosica (Roma) |

|                                    |           |               |
| Been 8’ Incocciati 67’, 82’ (rig.) | Marcatori | 48’ Tarantino |

| Arbitro: | Guidi (Bologna) |

|  |           |                              |
|  | Marcatori | 42’ Bolis 44’ (aut.) Logarzo |

| Foggia 25 marzo 1990 29ª giornata | Foggia                        | 0 – 0 | Licata | Stadio Pino Zaccheria\| Arbitro: \| Boemo (Cervignano del Friuli) \| |
| Arbitro:                          | Boemo (Cervignano del Friuli) |       |        |                                                                      |

| Arbitro: | Beschin (Legnago) |

|            |           |             |
| La Rosa 5’ | Marcatori | 19’ Losacco |

| Barletta 14 aprile 1990 31ª giornata | Barletta            | 0 – 0 | Licata | Stadio Comunale\| Arbitro: \| Coppetelli (Tivoli) \| |
| Arbitro:                             | Coppetelli (Tivoli) |       |        |                                                      |

| Licata 22 aprile 1990 32ª giornata | Licata          | 0 – 0 | Pescara | Stadio Dino Liotta\| Arbitro: \| Nicchi (Arezzo) \| |
| Arbitro:                           | Nicchi (Arezzo) |       |         |                                                     |

| Arbitro: | Bruni (Arezzo) |

|                       |           |  |
| Sordo 69’ Lentini 79’ | Marcatori |  |

| Arbitro: | Frigerio (Milano) |

|  |           |                                   |
|  | Marcatori | 7’ Osio 11’ (rig.) Pizzi 70’ Ganz |

| Arbitro: | Sguizzato (Verona) |

|             |           |             |
| Marulla 65’ | Marcatori | 75’ La Rosa |

| Arbitro: | Iori (Parma) |

|  |           |               |
|  | Marcatori | 73’ Galderisi |

| Arbitro: | Scaramuzza (Mestre) |

|                       |           |  |
| Milton 43’ Giunta 68’ | Marcatori |  |

| Arbitro: | Monni (Sassari) |

|                    |           |                                          |
| Tarantino 40’, 44’ | Marcatori | 65’ Visentin 88’ Mariotto 90’ Pergolizzi |

### Coppa Italia

#### Fase eliminatoria
| Arbitro: | Di Cola (Avezzano) |

|                    |           |                                            |
| La Rosa 77’ (rig.) | Marcatori | 16’ Battistini 39’ A. Di Chiara 64’ Baggio |

## Statistiche

### Statistiche di squadra
| Competizione | Punti | In casa | In casa | In casa | In casa | In casa | In casa | In trasferta | In trasferta | In trasferta | In trasferta | In trasferta | In trasferta | Totale | Totale | Totale | Totale | Totale | Totale | DR  |
| Competizione | Punti | G       | V       | N       | P       | Gf      | Gs      | G            | V            | N            | P            | Gf           | Gs           | G      | V      | N      | P      | Gf     | Gs     | DR  |
| ------------ | ----- | ------- | ------- | ------- | ------- | ------- | ------- | ------------ | ------------ | ------------ | ------------ | ------------ | ------------ | ------ | ------ | ------ | ------ | ------ | ------ | --- |
| Serie B      | 28    | 19      | 6       | 9       | 4       | 15      | 11      | 19           | 0            | 7            | 12           | 7            | 27           | 38     | 6      | 16     | 16     | 22     | 38     | -16 |
| Coppa Italia |       | 1       | 0       | 0       | 1       | 1       | 3       | -            | -            | -            | -            | -            | -            | 1      | 0      | 0      | 1      | 1      | 3      | -2  |
| Totale       | 28    | 20      | 6       | 9       | 5       | 16      | 14      | 19           | 0            | 7            | 12           | 7            | 27           | 39     | 6      | 16     | 17     | 23     | 41     | -18 |

### Statistiche dei giocatori
| Giocatore       | Campionato | Campionato | Campionato  | Campionato | Coppa Italia | Coppa Italia | Coppa Italia | Coppa Italia | Totale   | Totale | Totale      | Totale     |
| Giocatore       | Presenze   | Reti       | Ammonizioni | Espulsioni | Presenze     | Reti         | Ammonizioni  | Espulsioni   | Presenze | Reti   | Ammonizioni | Espulsioni |
| --------------- | ---------- | ---------- | ----------- | ---------- | ------------ | ------------ | ------------ | ------------ | -------- | ------ | ----------- | ---------- |
| C. Amato        | 36         | -33        | ?           | ?          | -            | -            | ?            | ?            | 36       | -33    | ?           | ?          |
| S. Baldacci     | 21         | 0          | ?           | ?          | 1            | 0            | ?            | ?            | 22       | 0      | ?           | ?          |
| F. Boito        | 0          | 0          | ?           | ?          | -            | -            | ?            | ?            | 0        | 0      | ?           | ?          |
| G. Bucceri      | 2          | 0          | ?           | ?          | -            | -            | ?            | ?            | 2        | 0      | ?           | ?          |
| C. Campanella   | 33         | 1          | ?           | ?          | 1            | 0            | ?            | ?            | 34       | 1      | ?           | ?          |
| L. Cassia       | 19         | 0          | ?           | ?          | -            | -            | ?            | ?            | 19       | 0      | ?           | ?          |
| L. Civero       | 7          | 0          | ?           | ?          | -            | -            | ?            | ?            | 7        | 0      | ?           | ?          |
| G. Cristiano    | 2          | 0          | ?           | ?          | 1            | 0            | ?            | ?            | 3        | 0      | ?           | ?          |
| M. Fantini      | 0          | 0          | ?           | ?          | -            | -            | ?            | ?            | 0        | 0      | ?           | ?          |
| D. Ficarra      | 25         | 0          | ?           | ?          | 1            | 0            | ?            | ?            | 26       | 0      | ?           | ?          |
| F. Filippone    | 0          | 0          | ?           | ?          | -            | -            | ?            | ?            | 0        | 0      | ?           | ?          |
| D. Giacomarro   | 0          | 0          | ?           | ?          | -            | -            | ?            | ?            | 0        | 0      | ?           | ?          |
| I. Gnoffo       | 35         | 1          | ?           | ?          | -            | -            | ?            | ?            | 35       | 1      | ?           | ?          |
| F. Hamel        | 1          | 0          | ?           | ?          | -            | -            | ?            | ?            | 1        | 0      | ?           | ?          |
| M. Iacono       | 1          | 0          | ?           | ?          | -            | -            | ?            | ?            | 1        | 0      | ?           | ?          |
| F. La Rosa      | 35         | 7          | ?           | ?          | 1            | 1            | ?            | ?            | 36       | 8      | ?           | ?          |
| G.A. Laneri     | 23         | 0          | ?           | ?          | -            | -            | ?            | ?            | 23       | 0      | ?           | ?          |
| C. Licata       | 1          | 0          | ?           | ?          | -            | -            | ?            | ?            | 1        | 0      | ?           | ?          |
| P. Logarzo      | 14         | 0          | ?           | ?          | -            | -            | ?            | ?            | 14       | 0      | ?           | ?          |
| P. Minuti       | 33         | 3          | ?           | ?          | 1            | 0            | ?            | ?            | 34       | 3      | ?           | ?          |
| P. Monte        | 0          | 0          | ?           | ?          | -            | -            | ?            | ?            | 0        | 0      | ?           | ?          |
| T. Napoli       | 37         | 1          | ?           | ?          | 1            | 0            | ?            | ?            | 38       | 1      | ?           | ?          |
| B. Nogara       | 1          | 0          | ?           | ?          | -            | -            | ?            | ?            | 1        | 0      | ?           | ?          |
| A. Pagliaccetti | 21         | 0          | ?           | ?          | -            | -            | ?            | ?            | 21       | 0      | ?           | ?          |
| F. Piraneo      | 0          | 0          | ?           | ?          | -            | -            | ?            | ?            | 0        | 0      | ?           | ?          |
| R. Priola       | 1          | 0          | ?           | ?          | -            | -            | ?            | ?            | 1        | 0      | ?           | ?          |
| D. Quironi      | 3          | -5         | ?           | ?          | 1            | -3           | ?            | ?            | 4        | -8     | ?           | ?          |
| A. Santonocito  | 3          | 0          | ?           | ?          | 1            | 0            | ?            | ?            | 4        | 0      | ?           | ?          |
| G. Sorce        | 24         | 3          | ?           | ?          | 1            | 0            | ?            | ?            | 25       | 3      | ?           | ?          |
| G. Taormina     | 30         | 2          | ?           | ?          | 1            | 0            | ?            | ?            | 31       | 2      | ?           | ?          |
| S. Tarantino    | 35         | 4          | ?           | ?          | -            | -            | ?            | ?            | 35       | 4      | ?           | ?          |
| F. Tudisco      | 16         | 0          | ?           | ?          | 1            | 0            | ?            | ?            | 17       | 0      | ?           | ?          |
| A. Zaccolo      | 28         | 0          | ?           | ?          | 1            | 0            | ?            | ?            | 29       | 0      | ?           | ?          |